# Excel Saga
Excel Saga (エクセル・サーガ, Ekuseru Sāga) est un manga de Kōshi Rikudō, auteur assez prolifique du milieu des dōjinshi, entre autres reconnu pour les parodies érotiques de ses propres séries. Il est pré-publié entre 1996 et 2001 dans le magazine Young King Ours, et est compilé en un total de vingt-sept volumes. La version française a été éditée par Kabuto, mais à la suite de la faillite de SEEBD, seuls les huit premiers volumes sont sortis.
Il est adapté en série télévisée d'animation humoristique et parodique de 26 épisodes, réalisés en 1999 par Shinichi Watanabe, sous le titre Série Expérimental Excel Saga (へっぽこ実験アニメーション エクセル♥サーガ, Heppoko jikken animeshon ekuseru sāga). 

## Synopsis
Juste après avoir obtenu son diplôme universitaire, une jeune fille  exubérante et pleine d'énergie, Hanako Dosukoi, surnommée Excel, trouve du travail au sein de l'organisation secrète Across, dont le but de l'unique membre (Il Palazzo, une parodie de dictateur) est d'asservir le monde. Excel, folle amoureuse de son maître travaille de manière acharnée mais inefficace pour l'aider à conquérir le monde (en commençant par F City, dont les égouts abritent la base d'Across). Elle cause au passage la mort accidentelle d'un travailleur venu de Colombie, Pedro, dont les malheurs nous seront contés au fil des épisodes. Excel est bientôt rejointe dans sa mission par Hayatt, une princesse atteinte d'anémie venue de Mars et par Menchi, une petite chienne supposée servir de ration d'urgence. Avec Hayatt ont aussi débarqué les Puchu, extraterrestres aussi attendrissants que dangereux. Leur invasion de la Terre échoue mais de nombreux Puchus demeurent infiltrés dans la société (et les égouts) humains. Notons aussi la présence de Nabeshin, un homme mystérieux coiffé d'une coupe afro qui intervient toujours au moment le moins attendu, sans raison apparente.
Le voisin d'Excel et Hayatt se prénomme Watanabe, un jeune chômeur, tombe amoureux de Hayatt. Pour la séduire, il se vante d'être fonctionnaire municipal. Honteux de son mensonge, il s'engage à la mairie, en compagnie de ses amis, Iwata (un érotomane notoire) et Sumiyoshi (un muet dont les paroles s'inscrivent en l'air). Là, ils font la connaissance de Kabapu, un homme (faussement) moustachu qui a pour mission de protéger la ville (et donc de combattre Across). Ils seront par la suite rejoints par une mercenaire, Misaki, et deux robots féminins, Ropponmatsu I et Ropponmatsu II, créations du Dr Shioji. La radicale incompétence d'Across et des hommes de Kabapu n'aboutira jamais à une confrontation directe entre les deux groupes, incapables de mener à bien leurs missions respectives. Les rares rencontres entre les deux groupes en mission seront assez terrifiantes, à l'image de l'histoire d'amour (si on peut s'exprimer ainsi) entre Excel et Ropponmatsu II. L'amour d'Excel pour Il Palazzo sera par ailleurs mis à l'épreuve avec le bref passage de Key, un agent d'Across qui manquera de faire chavirer son cœur.
Alors que Kabapu vient de mettre en place un sentaï, les Municipal Rangers Daïtenzin, une seconde invasion de Puchu détruit F City. Excel est laissée pour morte dans une F City en ruines, dominée par Il Palazzo qui a profité de la confusion pour prendre le pouvoir. Après avoir détruit les gangs qui harcèlent les survivants, Excel retrouve Il Palazzo… Mais ce dernier lui tire une balle en plein cœur. Elle est secourue par le Municipal Ranger. Une bataille finale oppose les forces de Kabapu à celle d'Il Palazzo (qui s'avère en réalité être possédé par un mauvais esprit), bataille à l'issue de laquelle Excel et Il Palazzo parviennent à fuir, ensemble pour une fois. Le dernier épisode se passe après la reconstruction de F City et constitue une extrapolation des rapports entre les personnages.

## Personnages
- Excel (エクセル, Ekuseru?) : Jeune diplômée exubérante et pleine de vie... trop peut être. Elle vit d'expédients et n'a qu'un seul but, servir Il Palazzo, le leader d'Across, dont elle est amoureuse. Elle est morte dès le premier épisode, mais a été ressuscitée par la Volonté Suprême de l'Univers.

- Hayatt (ハイアット, Haiatto?) : Mystérieuse princesse en compagnie du Majordome de l'Espace (Space Butler), qui meurt durant le voyage. Personnage anémique souffrant d'une maladie mystérieuse qui lui fait cracher des litres de sang, Hayatt tombe souvent morte dans des situations diverses, avant de miraculeusement revenir à la vie. D'une grande discrétion, toujours très timide, réservée et douce, elle est l'opposé total d'Excel.

- Il Palazzo (イルパラッゾ, Iru Parazzo?) : Leader suprême d'Across. Il passe le plus clair de son temps à s'ennuyer sur trône au fond de sa base secrète située dans les égouts. D'un flegme à peu près absolu, il a néanmoins parfois un caractère très infantile (il apprend la guitare, joue aux dominos et prend un malin plaisir à faire tomber Excel dans une fosse). À l'instar du Grand Pope, dans les Chevaliers du Zodiaque, il semble souffrir de troubles de la personnalité, son autre "moi" le poussant à conquérir le monde.

- Menchi (メンチ, Menchi?) : Jeune chienne - qui ressemble à s'y méprendre à un chat - capturée par Excel. Elle doit servir de ration d'urgence en cas de besoin, et en est toujours autant terrifiée.

- Pedro (ペドロ, Pedoro?) : Travailleur colombien involontairement tué par Excel. Il revient à la vie grâce à la Volonté Suprême de l'Univers. Hélas pour lui, la suite de sa vie est un long drame où il découvre entre autres les infidélités de sa femme et la trahison de son meilleur ami. (Personnage original de la version anime)

- Nabeshin (ナベシン, Nabeshin?) : Mystérieux aventurier à la coupe afro, aux interventions aussi inattendues que cocasses. Il s'agit en réalité du réalisateur du dessin animé (Nabeshin provient de SHINinchi wataNABE). On retrouve ce personnage dans Puni Puni Poemi, spin-off d'Excel Saga. (Personnage original de la version anime)

- I'Z Chan : Volonté Suprême de l'Univers. C'est une sorte de mini-trou noir flottant à un mètre du sol, d'où sortent une paire de bras féminins. Elle a le pouvoir de faire revenir les gens à la vie, comme Excel et Pedro. Elle est mariée à Cet Homme, qu'elle ne supporte plus. (Personnage original de la version anime)

- Toru Watanabe (渡辺通, Watanabe Tōru?) : Voisin d'Excel. Il tombe amoureux d'Hayatt, dont il ignore tout, mais fantasme complètement sur sa romance. Toujours sans un sou.

- Norikuni Iwata (岩田紀國, Iwata Norikuni?) : Ami de Watanabe. Homme à femmes amoureux au premier regard, parasite et profiteur assez niais.

- Daimaru Sumiyoshi (住吉大丸, Sumiyoshi Daimaru?) : Ami de Watanabe. Personnage caricatural et muet, mais d'une grande sagesse. Ses paroles ont l'accent du Kansai et flottent en l'air.

- M. Kabapu (蒲腐?) : Responsable de la sécurité de la ville de F. Il porte une fausse moustache rousse (ou blonde) en plastique. Apparemment, il connait Il Palazzo et cherche à lutter contre Across.

- Misaki Matsuya (松屋美咲, Matsuya Misaki?) : Femme à poigne travaillant pour Kabapu. Elle a la gâchette facile et ne supporte pas qu'on s'intéresse à elle de trop près, sous peine de se prendre un coup. Iwata est amoureux d'elle.

- Ropponmatsu I et II (六本松1式・2式, Ropponmatsu Ichishiki・Nishiki?) : Femmes-Cyborg plusieurs fois recréées par un savant fou, le docteur Shioji. Elles travaillent pour Kabapu, et leur puissance de feu est totalement démesurée par rapport à leurs missions de faible envergures. Iwata est (également) amoureux de Ropponmatsu I. Ropponmatsu II a l'apparence d'une petite fille (le Dr Shioji souffre d'un complexe hébéphile très prononcé) et considère toute femme plus âgée comme sa « grande sœur » (ce qui arrivera à Excel).

- L'Homme (あの人, Ano Hito?) : Il ne porte pas d'autre nom. Il ressemble curieusement au chanteur français Johnny Hallyday. Il est marié à la Volonté Suprême de l'Univers. C'est l'ennemi de Nabeshin et de Pedro, ce dernier s'étant attiré la haine de L'Homme car il a couché avec la Volonté Suprême sans savoir qu'elle était l'épouse de L'Homme (personnage original de la version anime).

- Koshi Rikdo (六道神士, Rikudō Kōshi?) : Créateur et mangaka d'Excel Saga. Il apparaît à chaque début d'épisode pour valider les écarts des producteurs de la série par rapport à son manga original.

- Les Puchu (プチュウ, Puchū?) : Extra-terrestres d'apparence mignonne et totalement inoffensive. Ce sont en réalité des créatures féroces et avides de conquêtes, révélant un visage hideux lorsqu'ils sont frappés.

## Analyse
Excel Saga est une série se définissant comme de l'animation expérimentale. À ce titre, l'humour, très souvent irrationnel est lui aussi assez expérimental, voire inédit dans l'animation japonaise. Chaque épisode est le prétexte à introduire un nouveau thème ou un nouveau genre et sera le prétexte à une parodie de ce style (science-fiction, histoire romantique, post-apocalyptique, polar, etc.). Tous les poncifs de ces genres sont détournés de manière assez brutale et caustique, en n'hésitant pas à faire référence au monde de l'animation comme du cinéma. On peut retrouver ce genre de concept dans la série Abenobashi, éditée en France par Manga Distribution.
Extrait du texte d'introduction du premier épisode de la série d'animation : « Moi, Koshi Rikdo m’engage par la présente à accorder une liberté totale à l’équipe responsable de l’adaptation animée de la série Excel Saga que j’ai créée, et à n'introduire ni plainte ni réclamation auprès de quiconque, quel que soit le produit final ». L'humour tient donc à ces situations détournées mais aussi aux caractères extrêmes des personnages, s'enfermant dans leurs folies et leurs psychoses. Le recours à l'absurde est aussi fréquent (en exemple : dans le troisième épisode, Excel se perd dans une forêt vierge, qui s'avère brusquement être à quelques pâtés de maisons de chez elle). Cette absurdité se retrouve jusque dans le générique de fin, parodie de enka interprétée par le chien Menchi. L'humour invoqué est aussi bien souvent tourné vers la culture du Japon, faisant référence à la cuisine, la chanson et les codes propres à ce pays, ce qui peut rendre certains gags obscurs pour un Européen.
Les parodies de films sont omniprésentes, comme dans un épisode où les héros doivent lutter contre un extraterrestre ressemblant fortement à « Alien ». Dans l'épisode 22, Excel se retrouve dans le vaisseau d'un « Puchu Albator » et se bat à la manière d'un « Star Wars » classique.
Il existe de nombreuses interactions entre le manga d'Excel Saga, le staff de l'anime et les deux OAV Puni Puni Poemi (en) qui ont été réalisées après Excel Saga, et qui racontent des événements se déroulant quelques années plus tard : les Municipal Rangers Daïtenzin sont à l'origine un dōjinshi de Kōshi Rikudō ; le fils de Pedro, Sandora, « crée » Poemi, et ainsi de suite. Une des clefs de l'humour de la série est de mélanger les personnages réels et la fiction. Ce type d'humour n'est pas neuf : en 1980 déjà, Akira Toriyama se faisait lui-même largement intervenir dans sa série comique Dr Slump.

## Manga
La version japonaise du manga est éditée par Shōnen Gahōsha, et illustrée par Kōshi Rikudō. Le premier tome date d'avril 1997, et la série prend fin avec le 27e. La version française est éditée par Kabuto à partir d'octobre 2005. Elle prend fin après la parution de huit tomes.

## Anime

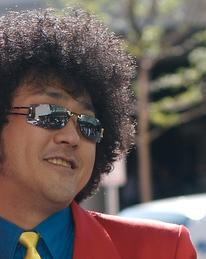
Shinichi Watanabe, réalisateur du dessin animé.

Une adaptation anime du manga est produite par J.C.Staff, et réalisée par Shinichi Watanabe. 25 épisodes sont initialement diffusés au Japon sur TV Tokyo entre le 7 octobre 1999 et le 30 mars 2000. À la requête de l'éditeur, la série suit une trame différente du manga. Victor Entertainment produit la musique de la série, qui a été composée et arrangée par Toshio Masuda, et réalisée par Keiichi Nozaki. Le réalisateur Shinichi Watanabe, lui, se charge des paroles des thèmes d'ouverture et de fin. Le thème d"ouverture est chanté par Yumiko Kobayashi et Mikako Takahashi, créditées sous le nom de The Excel♥Girls. Le thème de fin s'intitule Menchi's Bolero of Sorrow (｢メンチの哀愁のボレロ｣, Menchi no Aishū no Borero).  
En France, les droits de la série sont acquis par Dynamic Vision. Deux coffrets de trois DVD chacun sont également commercialisés. La série est diffusée quotidiennement par Canal+, dès le 4 novembre 2004, dans l'émission La Kaz, présentée par Yannick Zicot, à l'exception du 26e l'épisode Allant trop loin, diffusé le jeudi 30 décembre vers 1 h du matin pour raisons d'absence totale de limites morales[réf. nécessaire].

### Distribution
Excel est doublée par Kotono Mitsuishi, connue pour ses rôles dans Evangelion ou Sailor Moon. Le générique de début est interprété par la seiyu Yumiko Kobayashi, qui apparaît en tant que telle dans le dessin animé.
|                | Voix japonaises   | Voix françaises  |
| -------------- | ----------------- | ---------------- |
| Excel          | Kotono Mitsuishi  | Pascale Chemin   |
| Il Palazzo     | Takehito Koyasu   | Cyrille Monge    |
| Hyatt          | Omi Minami        | Olivia Dutron    |
| Norikuni Iwata | Shōtarō Morikubo  | Adrien Solis     |
| Tōru Watanabe  | Ryōtarō Okiayu    | Benoît DuPac     |
| Kabapu         | Ryūzaburō Ōtomo   | Mike Marshall    |
| Nabeshin       | Shinichi Watanabe | Yann Pichon      |
| Misaki Matsuya | Yuka Imai         | Sophie Froissard |
| Pedro          | Takashi Nagasako  | Bruno Magne      |
| Koshi Rikdo    | Wataru Takagi     | Frédéric Popovic |

Le doublage français est très honorable pour une série aussi secouée (certains passages comportent des dialogues très rapides comme ceux de la démarcheuse de l'épisode 8). Il est amusant de remarquer que le personnage de Nabeshin est doublé en version française par la même personne qui doubla Kuwabara pour l'anime Yu Yu Hakusho, et de constater également que les deux personnages ont des attitudes quasiment similaires. De même, en version française, Excel est doublée par Pascale Chemin qui double cependant des personnages autrement sombres et sérieux (Machi de Hunter × Hunter, Crona de Soul Eater) — et parallèlement Yukina de Yu Yu Hakusho, qui est l'objet de l'affection de Kuwabara qui partage son comédien français avec Nabeshin.
Fait surprenant, l'élément comique Pedro est doublé en version française par la même personne qui double le sauvage et revêche Vash The Stampede, héros de l'anime Trigun.

### Bandes originales
Les deux bandes originales d'Excel Saga ont été composées par Toshio Masuda. La première est sortie le 1er janvier 2000, la seconde le 23 mars 2000.